# Colom del Japó
El colom del Japó (Columba janthina) és un colom, per tant un ocell de la família dels colúmbids (Columbidae) que habita els boscos de les illes Ryukyu i Ogasawara.